# Cíntia Moscovich
Cíntia Moscovich (Porto Alegre, 15 de março de 1958) é uma escritora e jornalista brasileira, mestre em Teoria Literária e ministrante de oficinas literárias.

## Carreira literária
Entre 1995 e 1996 frequentou a oficina literária de Luiz Antonio de Assis Brasil, na PUCRS. Conquistou em 1995 o primeiro lugar no Concurso de Contos Guimarães Rosa, instituído pelo Departamento de Línguas Ibéricas da Radio France Internationale, de Paris, ao qual concorreu com mais de mil e cem outros escritores de língua portuguesa.
Em 1996, a autora publicou sua primeira obra individual, Reino das Cebolas, uma co-edição da Prefeitura Municipal de Porto Alegre e da Editora Mercado Aberto, que mereceu a indicação ao Prêmio Jabuti da Câmara Brasileira do Livro. O livro foi reeditado em 2002 em pocket pela L&PM Editores, de Porto Alegre. Um dos contos que integram a coletânea foi traduzido para o inglês, e faz parte de Jewish Voices in Brazilian Literature: A Prophetic Discourse of Alterity, antologia organizada por Nelson H. Vieirae com escritores brasileiros de ascendência judaica.
Em 1998, pela L&PM Editores, lançou a novela Duas iguais, que recebeu o Prêmio Açorianos de Literatura, na modalidade de Narrativa Longa, em 1999. O livro foi reeditado pela Record em 2004.
Em outubro de 2000, também pela L&PM Editores, lançou o livro de contos Anotações durante o incêndio, que tem apresentação de Moacyr Scliar e reúne onze textos de temáticas diversas, com destaque ao judaísmo e à condição feminina, merecendo outra vez o Prêmio Açorianos de Literatura.
Em setembro de 2004, lançou Arquitetura do arco-íris, reunião de contos, e que mereceu o terceiro lugar na categoria de contos e crônicas do Prêmio Jabuti de Literatura, além de ser uma das dez finalistas ao Prêmio Portugal Telecom de Literatura Brasileira, e uma das três finalistas à primeira edição do Prêmio Bravo! Prime de Cultura de 2005.
Em novembro de 2006 lançou o romance Por que sou gorda, mamãe?, narrativa em primeira pessoa que explora os pontos comuns entre obesidade, judaísmo, humor e relações familiares.
Também participou de antologias, como Geração 90: manuscritos de computador, que reúne os melhores contistas surgidos nessa década, com seleção de Nelson de Oliveira, publicada em 2001 pela Boitempo Editorial.
Em 2003 integrou 13 dos melhores contos de amor da literatura brasileira, da Ediouro, com organização de Rosa Amanda Sztraus e Ficções Fraternas, organizado por Lívia Garcia-Roza e publicado pela Record. Também integrou O viajante transcultural: leituras da obra de Moacyr Scliar (Edipucrs, 2004), organizada por Regina Zilberman e Zilá Bernd, além de Contos para ler em viagem, organizado por Miguel Sanches Neto para a editora Record, em 2005. É uma das autoras do volume Contos do novo milênio, organizado por Charles Kiefer e lançado pelo Instituto Estadual do Livro, em 2005.
Em Portugal, participou da coletânea Putas: novo conto português e brasileiro, da editora Quasi. Também em Portugal, foi publicado Duas iguais e, proximamente, Arquitetura do arco-íris, pela editora Pergaminho. Também faz parte da antologia 25 mulheres que estão fazendo a nova literatura brasileira, organizada por Luiz Ruffato, publicado pela Record.
Na Itália, integra a antologia Sex'n'bossa, organizado por Patrizia Di Malta e lançado pela editora Mondadori em 2005.
Ex-diretora do Instituto Estadual do Livro, órgão da Secretaria de Estado da Cultura do Rio Grande do Sul, a autora trabalhou como editora de livros do jornal Zero Hora, de Porto Alegre, além de colaborar para jornais e revistas de todo o Brasil. Por que sou gorda, mamãe foi ser publicado em setembro de 2006, pela Record. Em outubro de 2006, participou da Copa da Cultura, na Embaixada Brasileira em Berlim.
Em 2016 foi eleita patrona da 62ª edição da Feira do Livro de Porto Alegre.

## Obras
- Reino das Cebolas, contos, 1996 (L&PM) – indicado ao Prêmio Jabuti
- Duas iguais, novela, 1998 (L&PM) e 2004 (Record)
- Anotações durante o incêndio, contos, 1998 – Prêmio Açorianos na categoria de Contos
- Arquitetura do arco-íris, contos, 2004 (Record) – Prêmios Portugal Telecom e Jabuti de 2005.
- Por que sou gorda, mamãe?, romance, 2006 (Record)
- Mais ou menos normal, romance infanto-juvenil, 2006 (Publifolha)
- Essa coisa brilhante que é a chuva?, contos, 2012 (Record)

### Participação em antologias
- Geração 90: manuscritos de computador (2001, São Paulo: Boitempo Editorial) – organização de Nelson de Oliveira
- 13 dos melhores contos de amor da literatura brasileira (Rio: Ediouro, 2003) – organização de Rosa Amanda Sztraus
- O dever da memória: o levante do Gueto de Varsóvia (Porto Alegre: AGE, 2003) – organização de Abrão Slavutzky
- Ficções Fraternas (Rio: Record, 2004) – organização de Lívia Garcia-Roza
- 25 mulheres que estão fazendo a nova literatura brasileira (Rio: Record, 2004) – organização de Luiz Ruffato
- O viajante transcultural - leituras da obra de Moacyr Scliar (Porto Alegre: Edipucrs, 2004) – organização de Regina Zilberman e Zilá Bernd
- Contos para ler em viagem (Rio: Record, 2005) – organização de Miguel Sanches Neto
- Contos do novo milênio, organização de Charles Kiefer (Porto Alegre: IEL, 2005)
- O livro dos sentimentos (Rio: Guarda-Chuva, 2006) – organização de Márcio Vassallo e Maria Isabel Borja
- Os 100 menores contos do século (São Paulo: Ateliê Editorial, 2005) – organização de Marcelino Freire
- Contos de bolso (Porto Alegre: Casa Verde, 2005) – organização de Laís Chaffe
- 69/2 Contos eróticos (Belo Horizonte: Leitura, 2006) – organização de Ronald Claver
- Contos de bolsa (Casa Verde, 2006) – organização de Laís Chaffe
- O dia que virou noite (Guarulhos: Leitura, 2007) &Gjand; organização de Lorenzo Kwanth

### Publicações no exterior

#### Em antologias
Itália
- Sex'n'bossa: antologia de narrativas eróticas brasileiras (Mondadori, 2005) – organização de Patrizia di Malta.

Portugal
- Putas: novo conto português e brasileiro (Quasi, 2002) – organização de Marcelino Freire e outros

Estados Unidos
- Jewish Writing in the Contemporary World: Brazil (University of Nebraska Press) – organização de Nelson H. Vieira

#### Livros individuais
Portugal
- Duas iguais (Pergaminho, selo Pena da Pavão, 2006).
- Em breve, pela mesma editora, deverá ser publicado o livro de contos Arquitetura do arco-íris, já contratado.

Espanha
- O romance Duas iguais acaba de ser contratado pela editora Tusquets, com edição prevista para o mês de novembro de 2007.